# Бернар II (граф Пуатье)
Бернар II (фр. Bernard; погиб в 844) — граф Пуатье с 840, скорее всего, сын графа Пуатье Бернара I и брат Эменона, графа Пуатье, Ангулема и Перигора

## Биография

### Правление
После смерти императора Людовика Благочестивого его сын Карл II Лысый поставил Бернара графом Пуатье вместо Рено д’Эрбо.
В 844 году Бернар вместе с сыном Рено, Эрве, выступил против восставшего графа Нанта Ламберта II. В результате Бернар и Эрве погибли в битве против Ламберта около Пуатье.

### Брак и дети
Жена: Билишильда, дочь Роргона I, графа Мэна
- Бернар Готский (ум. после 879) — маркиз Готии, граф Буржа и Отёна
- Эменон (ум. после 879)